# Associazione Sportiva Lodigiani 2001-2002
Questa pagina raccoglie le informazioni riguardanti l'Associazione Sportiva Lodigiani nelle competizioni ufficiali della stagione 2001-2002.

## Rosa
| N. |                      | Ruolo | Calciatore                |
| -- | -------------------- | ----- | ------------------------- |
|    | Italia (bandiera)    | D     | Fabrizio Anselmi          |
|    | Argentina (bandiera) | C     | Jorge Sebastian Baratteri |
|    | Italia (bandiera)    | C     | Gianni Cavezzi            |
|    | Italia (bandiera)    | C     | Cristian D'Alessio        |
|    | Italia (bandiera)    | C     | Adriano D'Astolfo         |
|    | Italia (bandiera)    | C     | Andrea De Cecco           |
|    | Italia (bandiera)    | C     | Mariano De Francesco      |
|    | Italia (bandiera)    | A     | Claudio De Sousa          |
|    | Italia (bandiera)    | C     | Agostino De Vizzi         |
|    | Italia (bandiera)    | D     | Claudio Finetti           |
|    | Italia (bandiera)    | C     | Marco Fuoco               |
|    | Italia (bandiera)    | D     | Marco Gabrielli           |
|    | Italia (bandiera)    | C     | Giuliano Gentilini        |
|    | Italia (bandiera)    | A     | Fabio Lucidi              |
|    | Italia (bandiera)    | D     | Tiziano Maria Maggiolini  |

| N. |                      | Ruolo | Calciatore              |
| -- | -------------------- | ----- | ----------------------- |
|    | Italia (bandiera)    | A     | Roberto Manca           |
|    | Italia (bandiera)    | D     | Mirko Mancini           |
|    | Italia (bandiera)    | C     | Emanuele Martinelli     |
|    | Italia (bandiera)    | C     | Alfredo Nardoni         |
|    | Italia (bandiera)    | C     | Giancarlo Pantano       |
|    | Italia (bandiera)    | P     | Luca Pastine            |
|    | Argentina (bandiera) | A     | Gonzalo Norberto Pavone |
|    | Italia (bandiera)    | D     | Emilio Pellegrino       |
|    | Italia (bandiera)    | A     | Enrico Polani           |
|    | Italia (bandiera)    | D     | Fabio Rimedio           |
|    | Italia (bandiera)    | P     | Alessandro Ruggini      |
|    | Italia (bandiera)    | A     | Francesco Sanetti       |
|    | Italia (bandiera)    | C     | Domenico Toscano        |
|    | Italia (bandiera)    | C     | Mauro Zaccagnini        |

## Risultati

### Campionato

#### Girone di andata
| 2 settembre 2001 1ª giornata | Lodigiani | 1 – 0 | Lanciano |  |

| 9 settembre 2001 2ª giornata | Fermana | 2 – 2 | Lodigiani |  |

| 16 settembre 2001 3ª giornata | Lodigiani | 1 – 1 | Sporting Benevento |  |

| 23 settembre 2001 4ª giornata | Nocerina | 3 – 2 | Lodigiani |  |

| 30 settembre 2001 5ª giornata | Lodigiani | 1 – 1 | Viterbese |  |

| 7 ottobre 2001 6ª giornata | Catania | 2 – 3 | Lodigiani |  |

| 14 ottobre 2001 7ª giornata | Lodigiani | 0 – 2 | Pescara |  |

| 21 ottobre 2001 8ª giornata | L'Aquila | 2 – 1 | Lodigiani |  |

| 28 ottobre 2001 9ª giornata | Castel di Sangro | 1 – 0 | Lodigiani |  |

| 4 novembre 2001 10ª giornata | Lodigiani | 1 – 6 | Giulianova |  |

| 11 novembre 2001 11ª giornata | Chieti | 1 – 1 | Lodigiani |  |

| 18 novembre 2001 12ª giornata | Lodigiani | 1 – 1 | Sora |  |

| 25 novembre 2001 13ª giornata | Lodigiani | 0 – 2 | Vis Pesaro |  |

| 2 dicembre 2001 14ª giornata | Torres | 2 – 0 | Lodigiani |  |

| 9 dicembre 2001 15ª giornata | Lodigiani | 1 – 1 | Ascoli |  |

| 16 dicembre 2001 16ª giornata | Avellino | 0 – 0 | Lodigiani |  |

| 23 dicembre 2001 17ª giornata | Lodigiani | 1 – 2 | Taranto |  |

#### Girone di ritorno
| 6 gennaio 2002 18ª giornata | Lanciano | 2 – 0 | Lodigiani |  |

| 13 gennaio 2002 19ª giornata | Lodigiani | 0 – 0 | Fermana |  |

| 20 gennaio 2002 20ª giornata | Sporting Benevento | 0 – 1 | Lodigiani |  |

| 27 gennaio 2002 21ª giornata | Lodigiani | 1 – 0 | Nocerina |  |

| 3 febbraio 2002 22ª giornata | Viterbese | 1 – 0 | Lodigiani |  |

| 10 febbraio 2002 23ª giornata | Lodigiani | 0 – 1 | Catania |  |

| 17 febbraio 2002 24ª giornata | Pescara | 1 – 0 | Lodigiani |  |

| 3 marzo 2002 25ª giornata | Lodigiani | 0 – 1 | L'Aquila |  |

| 10 marzo 2002 26ª giornata | Lodigiani | 3 – 3 | Castel di Sangro |  |

| 17 marzo 2002 27ª giornata | Giulianova | 1 – 0 | Lodigiani |  |

| 24 marzo 2002 28ª giornata | Lodigiani | 0 – 0 | Chieti |  |

| 30 marzo 2002 29ª giornata | Sora | 0 – 0 | Lodigiani |  |

| 7 aprile 2002 30ª giornata | Vis Pesaro | 2 – 0 | Lodigiani |  |

| 14 aprile 2002 31ª giornata | Lodigiani | 3 – 4 | Torres |  |

| 21 aprile 2002 32ª giornata | Ascoli | 2 – 0 | Lodigiani |  |

| 28 aprile 2002 33ª giornata | Lodigiani | 0 – 1 | Avellino |  |

| 5 maggio 2002 34ª giornata | Taranto | 3 – 0 | Lodigiani |  |